# Raionul Ananiev, județul Ananiev
Raionul Ananiev a fost unul din cele șase raioane ale județului Ananiev din Guvernământul Transnistriei între 1941 și 1945.